# Col de la Pisse
Le col de la Pisse est un col de France, dans le massif des Écrins. Il se situe dans les Hautes-Alpes, entre le pic du Tourond (2 743 mètres) et la pointe du Lingustier (2 359 mètres).

## Géographie et accès
Le col est à la limite sud du parc national des Écrins, entre le Champsaur et la vallée de la Séveraissette.
On n'y accède qu'à pied, par des sentiers balisés : 
- à partir de Chaillol station, environ 2 heures 30 ;
- à partir de Molines-en-Champsaur, par le vallon du Roy (2 itinéraires possibles, se renseigner).

Dans les deux cas, il s'agit d'une excursion en montagne, réservée aux randonneurs avertis.